# 廿日市市立佐伯中学校
廿日市市立佐伯中学校（はつかいちしりつさいきちゅうがっこう）は、広島県廿日市市津田にある公立中学校。

## 沿革
- 1969年（昭和44年）4月1日 - 友和中学校と三興中学校が統合し、佐伯町立佐伯中学校設立
- 1969年（昭和44年）9月1日 - 玖島中学校を統合
- 2003年（平成15年）3月1日 - 廿日市市との合併により、廿日市市立佐伯中学校と改称

## 校区
- 廿日市市立玖島小学校の校区
  - 玖島
- 廿日市市立友和小学校の校区
  - 永原、峠、友田、河津原
- 廿日市市立津田小学校の校区
  - 津田、虫所山、栗栖、中道、飯山
- 廿日市市立浅原小学校の校区
  - 浅原

## アクセス
- 国道2号（西広島バイパス）宮内交差点から広島県道30号廿日市佐伯線経由、約25分[2]
- 山陽自動車道（広島岩国道路）廿日市ICより、宮内交差点経由、西へ約15Km
- 中国自動車道 吉和ICより、国道186号・栗栖・広島県道30号廿日市佐伯線経由、約40分

各バスで佐伯中学校前バス停下車。廿日市市役所前（平良）駅（広島電鉄宮島線）・宮内串戸駅（JR山陽本線）より、広電バス「津田行き」乗車約30分。
- 13 佐伯線（広電バス[3]）：津田 - さいき文化センター - 佐伯中学校前 - 友和学校 - 玖島分れ - 宮内串戸駅・廿日市市役所前駅方面
- 佐伯さくらバス[4] 玖島線：津田 - さいき文化センター - 佐伯中学校前 - 友和学校 - 玖島分れ - 玖島・玖島花咲く館方面
- 佐伯さくらバス 浅原線：佐伯中学校前 - さいき文化センター - 津田 - 浅原方面
- 吉和さくらバス：（佐伯中学校前→）さいき文化センター - 津田 - 花原・吉和ふれあい交流センター方面